# Campeonato Sul-Mato-Grossense 1982
In 1982 werd het vierde Campeonato Sul-Mato-Grossense gespeeld voor voetbalclubs uit de Braziliaanse staat Mato Grosso do Sul. De competitie werd georganiseerd door de Federação de Futebol de Mato Grosso do Sul en werd gespeeld van 8 augustus tot 5 december. Comercial werd kampioen.

## Eerste fase

### Eerste toernooi
| Plaats | Club                     | Wed. | W | G | V | Saldo | Ptn. |
| ------ | ------------------------ | ---- | - | - | - | ----- | ---- |
| 1.     | Corumbaense              | 6    | 5 | 0 | 1 | 14:4  | 10   |
| 2.     | Comercial                | 6    | 3 | 3 | 0 | 9:3   | 9    |
| 3.     | Operário de Campo Grande | 6    | 3 | 1 | 2 | 15:5  | 7    |
| 4.     | Comercial de Ponta Porã  | 6    | 3 | 1 | 2 | 12:16 | 7    |
| 5.     | Taveirópolis             | 6    | 3 | 0 | 3 | 9:9   | 6    |
| 6.     | Operário de Dourados     | 6    | 1 | 1 | 4 | 6:12  | 3    |
| 7.     | Aquidauana               | 6    | 0 | 0 | 6 | 2:18  | 0    |

|  | Krijgt één bonuspunt in de tweede fase |

### Tweede toernooi
| Plaats | Club                     | Wed. | W | G | V | Saldo | Ptn. |
| ------ | ------------------------ | ---- | - | - | - | ----- | ---- |
| 1.     | Operário de Campo Grande | 6    | 4 | 2 | 0 | 13:3  | 10   |
| 2.     | Comercial                | 6    | 4 | 2 | 0 | 8:1   | 10   |
| 3.     | Taveirópolis             | 6    | 2 | 1 | 3 | 11:12 | 5    |
| 4.     | Corumbaense              | 6    | 2 | 1 | 3 | 7:9   | 5    |
| 5.     | Comercial de Ponta Porã  | 6    | 2 | 1 | 3 | 6:12  | 5    |
| 6.     | Operário de Dourados     | 6    | 1 | 2 | 3 | 5:7   | 4    |
| 7.     | Aquidauana               | 6    | 1 | 1 | 4 | 6:12  | 3    |

|  | Krijgt één bonuspunt in de tweede fase |

## Tweede fase
| Plaats | Club                     | Wed. | W | G | V | Saldo | Ptn. |
| ------ | ------------------------ | ---- | - | - | - | ----- | ---- |
| 1.     | Comercial                | 6    | 4 | 1 | 1 | 15:5  | 9    |
| 2.     | Operário de Campo Grande | 6    | 3 | 2 | 1 | 11:5  | 9    |
| 3.     | Corumbaense              | 6    | 3 | 1 | 2 | 7:5   | 8    |
| 4.     | Comercial de Ponta Porã  | 6    | 0 | 0 | 6 | 2:20  | 0    |

|  | Geplaatst voor finale |

### Finale
|                 |          |       |           |  |
| 2 december Heen | Operário | 1 – 1 | Comercial |  |
| 2 december Heen |          |       |           |  |

|                  |           |       |          |  |
| 5 december Terug | Comercial | 2 – 1 | Operário |  |
| 5 december Terug |           |       |          |  |

### Kampioen
| Campeonato Sul-Mato-Grossense de 1982 |
| Mato Grosso do Sul                    |
| ------------------------------------- |
| COMERCIAL Kampioen (1° titel)         |